# Gauliga Niederrhein 1942/43
De Gauliga Niederrhein 1942/43 was het tiende voetbalkampioenschap van de Gauliga Niederrhein. Westende Hamborn werd kampioen plaatste zich voor de eindronde om de Duitse landstitel, waar de club in de eerste ronde een bye had en in de tweede ronde met 8-1 vernederd werd door VfR Mannheim.  

## Eindstand
| Plaats | Club                  | Wed.           | W              | G              | V              | Saldo          | Ptn.           |
| ------ | --------------------- | -------------- | -------------- | -------------- | -------------- | -------------- | -------------- |
| 1.     | SV Westende Hamborn   | 16             | 12             | 1              | 3              | 50:24          | 25:07          |
| 2.     | TuS Helene Altenessen | 16             | 11             | 2              | 3              | 69:27          | 24:08          |
| 3.     | TuS Duisburg 48/99    | 16             | 8              | 4              | 4              | 51:28          | 20:12          |
| 4.     | Rot-Weiss Essen       | 16             | 9              | 1              | 6              | 48:45          | 19:13          |
| 5.     | SV Hamborn 07         | 16             | 8              | 3              | 5              | 27:28          | 19:13          |
| 6.     | Rot-Weiß Oberhausen   | 16             | 5              | 2              | 9              | 35:43          | 12:20          |
| 7.     | VfL Benrath           | 16             | 5              | 1              | 10             | 29:40          | 11:21          |
| 8.     | BV Union 05 Krefeld   | 16             | 4              | 2              | 10             | 30:66          | 10:22          |
| 9.     | Schwarz-Weiß Essen    | 16             | 2              | 0              | 14             | 20:58          | 04:28          |
| 10.    | SSV 04 Wuppertal      | Teruggetrokken | Teruggetrokken | Teruggetrokken | Teruggetrokken | Teruggetrokken | Teruggetrokken |

|  | Kampioen, geplaatst voor nationale eindronde |
|  | Degradatie naar Bezirksliga                  |

## Promotie-eindronde

### Groep A
| 1. | Fortuna Düsseldorf  | 4                 | 19:07             | 08:00             |                   |                   |                   |
| 2. | Bayer 04 Leverkusen | 4                 | 14:11             | 04:04             |                   |                   |                   |
| 3. | SC München-Gladbach | 4                 | 05:20             | 00:08             |                   |                   |                   |
| 4. | TSV Ronsdorf        | Gediskwalificeerd | Gediskwalificeerd | Gediskwalificeerd | Gediskwalificeerd | Gediskwalificeerd | Gediskwalificeerd |

|  | Promotie naar Gauliga Niederrhein 1943/44 |

### Groep B
| Plaats | Club                    | Wed. | Saldo | Ptn.  |
| ------ | ----------------------- | ---- | ----- | ----- |
| 1.     | Duisburger SpV          | 6    | 21:12 | 09:03 |
| 2.     | Gelb-Weiß Hamborn       | 6    | 19:15 | 09:03 |
| 3.     | Sportfreunde Katernberg | 6    | 13:12 | 04:08 |
| 4.     | Marathon Krefeld        | 6    | 09:23 | 02:10 |

Omdat Duisburger SpV volgend seizoen samen met TuS 48/99 Duisburg samen een team opstelde wegens de perikelen in de oorlog promoveerde Gelb-Weiß Hamborn.